# Вентура (окръг)
Вижте пояснителната страница за други значения на Вентура.
Вентура (на английски: Ventura) е окръг в южната част на щата Калифорния, САЩ. Намира се на тихоокеанското крайбрежие и е част от района на Голям Лос Анджелис. Окръжният му център е град Вентура (с формално наименование Сан Буенавентура).

## История
В продължение на хиляди години районът е бил обитаван от индианското племе Чумаши.
През 1782 г. е осснована мисията „Сан Буенавентура“, наречена на свети Бонавентур. „Буенавентура“ се състои от две испански думи – buena, означаваща „добър“, и ventura – „сполука“. Градът, който израснал около мисията е наречен Сан Буенавентура и е известен под името Вентура.
Окръгът Вентура е образуван от южната част на окръга Санта Барбара през 1872 г.
През 70-те и 80-те години на 20 век окръгът Вентура се издига до челно място в движението за разумен растеж чрез поредица от инициативи на гласоподавателите, които попречват на разработването на големи пояси общинска земя около градовете. Тези мерки ограничават разпростирането на градовете, позволявайки на окръга да запази положението си на един от водещите земеделски региони в Калифорния и ограничавайки замърсяването на въздуха в неговите тесните долини. Нежелението на населението да приеме по-голяма гъстота на населението обаче води до сериозен недостиг на жилища, като се достига дори до това, че през 2004 г. новият началник на бюрото по жилищно настаняване на окръга подава оставка поради невъзможността да си купи жилище, разполагайки с годишна заплата от 80 000 долара. Както и в много други райони на Калифорния, усилията да се посрещнат нуждите от жилища при запазване на селския характер са водещи в политиката на окръга.

## География
Според бюрото по преброяване населението на САЩ окрръгът има обща площ от 5719 км2. 4779 km2 от тях са суша и 940 km2 – вода. Водата е общо 16,43%. В окръга влизат островите Анакапа Айлънд от националния парк Чанъл Айлъндс (национален парк) и Сан Никълъс Айлънд.
По-голямата част от населението на окръг Вентура живее в неговата южна половина, включително и това в Конехо Вали.
Северно от шосе 126 релефът е планински и предимно ненаселен, като включва някои от най-девствените, нарязани и недостъпни пущинаци, останали в Южна Калифорния. По-голямата част от тези земи е в националната гора Лос Падрес (национална гора) и включва Чумашката пустош в най-северната си част, граничеща с Кърн (окръг).
Между най-високите върхове в окръга са Маунт Пинос (2697 м), Фрейжър Маунтън (2444 м) и Раис Пийк (2294 м). Всички те са в Трансвърс Рейнджис (Пинос и Фрейжър Маунтън понякога се причисляват към Техачапите). Височините са добре залесени с иглолистни гори и получават изобилни снеговалежи през зимата.
Маунт Пинос е свещен за индианците чумаши. Те го наричат Иуихинму и го смятат за център на вселената. Най-висок в района, той е величествена гледка, открита в три посоки.
Реката Санта Клара Ривър е главен воден път. Лейк Каситас, изкуствен водоем, е най-големият воден обект.

## Население
Според преброяването от 2000 г. в окръга живеят 753 197 души, 243 234 домакинства и 182 911 семейства. Гъстотата на населението е 158 души на квадратен километър. Има 251 712 жилищни единици със средна гъстота 53 на квадратен километър. Расовата структура на населението е 69,93% бели, 1,95% негри, 0,94% индианци, 0,22% тихоокеански островитяни, 17,68% от други раси и 3,93% от две или повече раси (смесени). Повече от 1/3 (33,42%) от населението са испаник или латино от различни раси.
От 234 234 домакинства 39,70% имат деца под 18-годишна възраст, вижеещи при родителите, 59,50% са женени двойки, живеещи заедно, 10,90% имат глава от женски пол без съпруг и 24,80% не са семейства. 18,90% от всички домакинства са със само един член и 7,40% имат някой на 65 години или по-възрастен, живеещ сам. Средният размер на домакинство е 3,04, а на семейство – 3,46.
Населението в окръга е разпределено с 28,40% под 18 години, 9,00% от 18 до 24, 30,70% от 25 до 44, 21,70% от 45 до 64 и 10,20% на 65 или повече. Възрастовата медиана е 34 години. На всеки 100 жени се падат 99,70 мъже. На всеки 100 жени на 18 или повече се падат 97,50 мъже.
Средният (медианен) доход на домакинство в окръга е 59 666 долара, а на семейство – 65 285 долара. Мъжете имат среден (медианен) доход 45 310 долара при 32 216 долара за жените. Доходът на глава от населението е 24 600 долара. 9,20% от населението и 6,40% от семействата са под границата на бедността. От цялото население 11,60% от хората под 18-годишна възраст и 6,30% от тези на 65 и повече живеят под границата на бедността.

## Градове
- Камарильо
- Филмор
- Морпарк
- Охай
- Окснард
- Порт Уинийми
- Санта Пола
- Сими Вали
- Таузънд Оукс
- Вентура (Сан Буенавентура)
- Филмор

## Градчета и други общности
- Барсдейл
- Каса Конехо
- Чанъл Айлъндс Бийч
- Ел Рио
- Фариа Бийч
- Ла Кончита
- Лейк Шъруд
- Майнърс Оукс
- Мира Монте
- Нюбъри Парк
- Оук Парк
- Оук Вю
- Пиру
- Пойнт Мугу
- Сатикой
- Сомис